# Dipoena neotoma
Dipoena neotoma là một loài nhện trong họ Theridiidae.
Loài này thuộc chi Dipoena. Dipoena neotoma được Herbert Walter Levi miêu tả năm 1953.